# Austin 14
Der Austin 14 war ein Mittelklassewagen, den die Austin Motor Cie. 1937 als Nachfolger des Austin 15.9 herausbrachte.
Wie sein Vorgänger hatte er einen 6-Zylinder-Motor mit 1711 cm³ Hubraum und 52 bhp (38 kW). Auch die 4-türige Karosserie mit freistehenden Kotflügeln und Scheinwerfern wurde übernommen. Das Fahrzeug erreichte eine Höchstgeschwindigkeit von 109 km/h.
1939 wurde die Produktion des Modells ohne Nachfolger eingestellt.